# Сейнт Клеър (окръг, Илинойс)
Вижте пояснителната страница за други значения на Сейнт Клеър.
Окръг Сейнт Клеър (на английски: St. Clair County в превод от френски Света Клара) е окръг в щата Илинойс, Съединени американски щати. Площта му е 1746 km², а населението - 260 919 души. Административен център е град Белвил.